# 모치즈키정
모치즈키정(일본어: 望月町)은 일본 나가노현 기타사쿠군에 설치되었던 정이다. 2005년 4월 1일에 (구)사쿠시, 우스다정, 아사시나촌과 합병해 (신) 사쿠시의 일부가 되었다.

## 역사
- 1959년 8월 1일 - 모토마키정, 후세촌, 가스가촌, 교와촌이 합병해 성립하였다.
- 2005년 4월 1일 - (구)사쿠시, 아사시나촌, 미나미사쿠군  우스다정과 합병해 새로운 사쿠시가 성립하였다. 동일 모치즌키정은 폐지되었다.